# 周慎源
周慎源（1928年—1952年），中國共產黨員，四六事件的當事人之一。日治時期台南州東石郡鹿草庄人，其兄後來遷住水上鄉，四六事件後經葉城松介紹加入中國共產黨台灣省工作委員會，擔任桃園地區幹部，1952年在桃園中福村附近因持械拒捕遭擊斃。

## 生平

### 四六事件
周慎源嘉義中學畢業後，就讀於台灣省立師範學院（現在的國立台灣師範大學）數學系，1949年為二年級學生。周慎源當時為師院學生自治會會長，參與學生運動。1949年4月5日晚間，周慎源曾受到警察誘捕，之後逃脫。 四六事件中，周慎源躲藏於宿舍天花板而逃過一劫。根據1949年四六事件發生時警備總司令部給師大的電令中指名逮捕「周慎源、鄭鴻溪、莊輝彰、方啟明、趙制陽、朱商彝」六人，當時鄭鴻溪是第一任師院學生自治會會長與朱商彝即刻潛逃回大陆，而周慎源選擇逃亡南部。

### 加入共產黨
四六事件之後，名列逮捕名單之列的周慎源被通緝，1949年周慎源逃亡經由葉城松引薦加入中國共產黨，周慎源受張志忠領導，並與簡吉、黃培奕一起擔任南崁及竹圍工委會幹部，與林元枝等人發展組織，周慎源領導張阿屘等，由張阿屘領導徐文風、郭承庚、柯有亮、楊阿木等共十人，並收留王子英及簡文宣，由於林元枝手下莊文傳企圖自首遭周慎源知悉，周慎源安排張阿屘處決莊文傳，但張阿屘等人拒絕而先將莊文傳看管，一周後莊文傳即逃脫自首並成為當局線民。
由於1950年5月爆發蔡孝乾自新，當局大肆搜捕，省工委組織第一次瓦解，周慎源於此時藏匿於桃園，化名為「楊仔」，白色恐怖倖存者徐文贊及吳敦仁回憶提及「桃園無線電台支部」案：「簡吉叫我寫自傳給他，我即加入組織，先後接受新竹州幹部張志忠、陳福星和周慎源等人的領導。」，顯示周慎源此時已加入共產黨，其領導時期積極發展組織，但與當時重組省工委的陳福星發生路線之爭，周慎源一度出走，後與師院同學林希鵬聯繫上而回歸省工委。
但最後仍逃不過情治單位的追捕。

### 尋找周慎源
由於周慎源在四六事件發生之後即四處躲藏不知去向，死因成謎，根據官方資料顯示於台灣省保安司令部（41）安潔字第466號判決書之記載：受周慎源、簡萬得（均已擊斃）領導。顯示係1952年7月，桃園支部書記楊阿木遭逮捕後供出周慎源行蹤，被捕後當場槍斃，屍骨無存。
根據張大山（朱介凡筆名）編反共文獻《另一個戰場的勝利》（臺北市：中國新聞出版公司，1953年）的記載，周慎源在被圍捕時，拿土製手榴彈自爆身亡，然此說法較戲劇化並未經證實。
據藍博洲文章〈尋找周慎源〉的考證，周慎源應在桃園縣蘆竹鄉中福村（今桃園市蘆竹區中福里）橫死。從口述歷史中證實此說，白色恐怖倖存者吳敦仁2015年回憶：
「我的上級領導之一的周慎源遭到刑警隊圍捕，因持槍拒捕而當場被開槍打死。周慎源是學運出身的共產黨員，他曾是臺北師範學院（現今之「師範大學」）的學生自治會長，在1949年臺大及師範學院爆發學生與警察衝突的「四六事件」中，數百位學生遭到逮捕時，被捕的周慎源從三輪車上跳脫逃走，後來輾轉在桃園地區活動。1951年11月，臺灣省情報委員會主持的桃園肅殘聯合小組，根據線索，在周慎源經常出沒的桃園中路茄苳溪橋附近部署守候，看到農民打扮的周慎源在中路（新莊子溪旁的中福）「店仔」買高級的「雙喜」香菸，引起多位守候刑警的注意與懷疑，立即上前盤查。據說周慎源也當場拿出手槍拒捕，卻因子彈卡住，他丟棄槍枝，又拿出手榴彈，欲咬開保險栓反抗時，卻遭到刑警們當場開槍擊中頭部身亡。」與官方資料較符合。

## 外部連結
1. ↑  . 台灣省主席陳誠. 1947-04-06.
2. ↑  張四平. . 望春風文化. 2011-01-01.
3. 1 2  口述／吳敦仁　文字整理／王秋月、陳銘城. . 民報. 2015-01-05.
4. ↑  . 台南市政府文化局.   [2016-11-08]. （原始内容存档于2017-09-11）.
5. ↑  國安局. . 李敖出版社. 1991.
6. ↑  藍博洲. . 晨星出版有限公司. 2000.
7. ↑  國安局. . 李敖出版社. 1991.